# Vogue (papierosy)

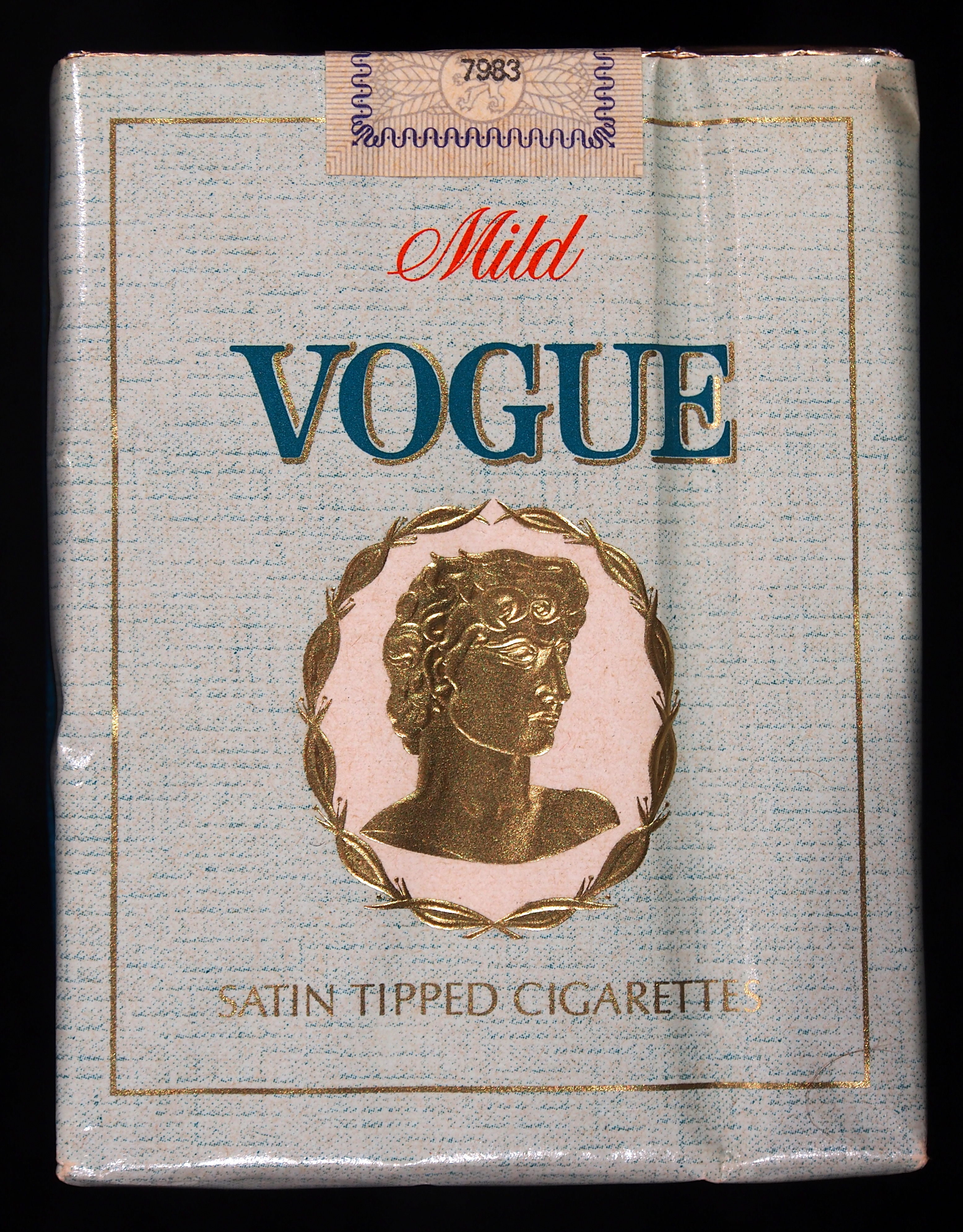
Stara paczka papierosów Vogue

Vogue – marka papierosów, której grupą docelową są głównie kobiety. Właścicielem marki jest międzynarodowe przedsiębiorstwo tytoniowe British American Tobacco. W 1993 roku Vogue wprowadzono na polski rynek jako pierwszy produkt typu super slim.